# Cruise & Maritime Voyages
Cruise & Maritime Voyages (selbstgewähltes Akronym: CMV) war eine britische Reederei, die sich auf den Betrieb von gebrauchten Kreuzfahrtschiffen ausgerichtet hatte und im Zuge der Corona-Pandemie im Sommer 2020 Insolvenz anmelden musste.

## Geschichte

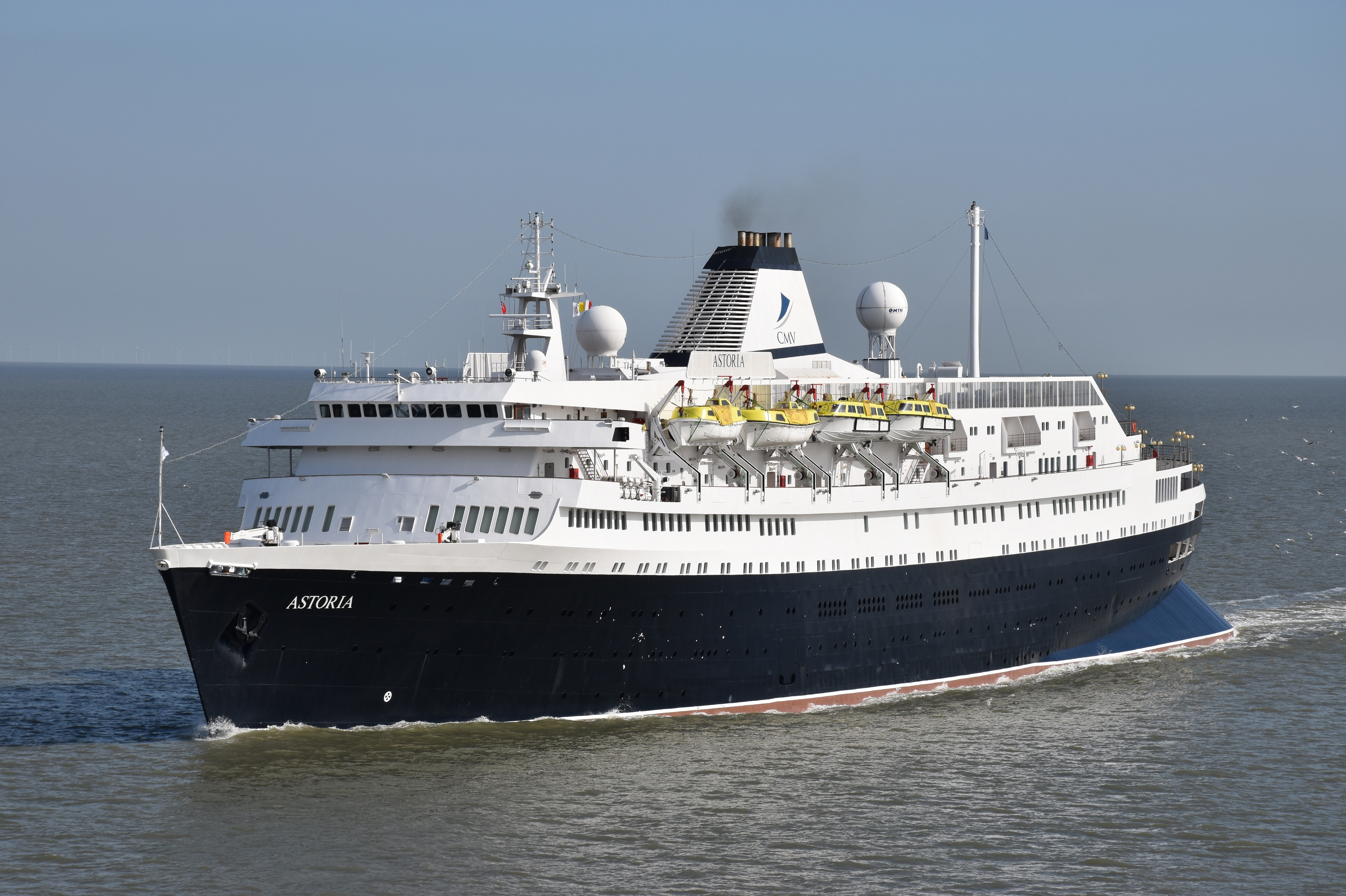
Die Astoria

### Gründung und Aufnahme des Betriebes 2009
Cruise & Maritime Voyages wurde 2009 gegründet. Als erste Schiffe charterte Cruise & Maritime Voyages ab 2010 die Marco Polo von Transocean Tours und die Ocean Countess von Quail Cruises.

### Charter und Käufe

#### Die ersten fünf Jahre
2013 charterte Cruise & Maritime Voyages auch die bisher von Transocean Kreuzfahrten betriebene Astor sowie das Flusskreuzfahrtschiff Belvedere.
Anfang 2014 übernahm Cruise & Maritime Voyages Transocean Kreuzfahrten, wodurch auch die bisher von Transocean Kreuzfahrten eingesetzte Bellejour zu CMV gelangte. Eine ebenfalls geplante Übernahme des deutschen Reiseveranstalters Passat Kreuzfahrten mitsamt dem Kreuzfahrtschiff Delphin fand hingegen nicht statt. Im Februar 2013 wurde zudem das Kreuzfahrtschiff Discovery der All Leisure Group gechartert. Mit Saisonende 2014 wurde das Schiff außer Dienst gestellt und abgewrackt.

#### Die letzten fünf Jahre
Nach der Ausmusterung der Discovery charterte Cruise & Maritime Voyages ab 2015 die Azores, ab 2016 Astoria, von Portuscale Cruises. Ebenfalls wurde 2015 die Magellan von Costa Crociere übernommen. Sie war das Flaggschiff der Reederei, ehe 2017 die Pacific Pearl von P&O Cruises Australia übernommen wurde, welche fortan als Columbus das Flaggschiff der Reederei war.
2018 gab Cruise & Maritime Voyages die Übernahme der Pacific Eden von P&O Cruises Australia bekannt, welche 2019 erfolgte. Das Schiff erhielt den Namen Vasco da Gama.

### Die Corona-Pandemie

#### Nicht erfüllte Pläne
2019 gab Cruise & Maritime Voyages die Übernahme der Pacific Aria, Schwesterschiff der Vasco da Gama, sowie der Pacific Dawn, im Jahr 2021 bekannt. Sie sollten die Namen Ida Pfeiffer und Amy Johnson erhalten. Gleichzeitig sollte die Astor in Jules Verne umbenannt und auf dem französischen Markt unter der Marke CMV France eingesetzt werden.

#### Insolvenz
Am 20. Juli 2020 meldete Cruise & Maritime Voyages jedoch Insolvenz an. Die Schiffe der Flotte, mit Ausnahme der gecharterten Astoria wurden daraufhin versteigert, sowie die Pacific Aria und die Pacific Dawn nicht übernommen.

### Nachfolge
Nach der Insolvenz gründete das ehemalige CMV-Management die Ambassador Cruise Line, die seit 2022 die Ambience, die ehemalige Pacific Dawn, sowie seit 2023 die Ambition, die im Januar 2022 von AIDA Cruises gekauft wurde, die sie unter dem Namen AIDAmira betrieb, für Kreuzfahrten auf dem britischen Markt einsetzt.

## Flotte
| Marco Polo                    | 1965 | 2010–2020           | 22.080 BRZ | Mathias-Thesen-Werft, Wismar                       | 2020 versteigert, 2021 Abbruch in Alang                                                          |
| Astor                         | 1987 | 2013–2020           | 20.704 BRZ | HDW, Kiel                                          | 2020 versteigert, anschließend Abbruch in Aliağa                                                 |
| Belvedere                     | 2005 | seit 2013[veraltet] |            | Nobiskrug, Rendsburg                               |                                                                                                  |
| Bellejour                     | 2004 | seit 2014[veraltet] |            | Nobiskrug, Rendsburg                               |                                                                                                  |
| Bellefleur                    | 2001 |                     |            |                                                    |                                                                                                  |
| Magellan                      | 1985 | 2015–2020           | 46.052 BRZ | Aalborg Værft, Aalborg                             | bis 2014 im Dienst bei Ibero Cruceros als Grand Holiday; 2020 versteigert, 2021 Abbruch in Alang |
| Astoria                       | 1946 | 2015–2020           | 16.144 BRZ | Götaverken, Göteborg                               | zunächst als Azores, ab 2016 als Astoria; gechartert von Portuscale Cruises                      |
| Discovery                     | 1971 | 2013–2014           |            | Nordseewerke, Emden                                | 2014 Abbruch in Alang                                                                            |
| Ocean Countess                | 1976 | 2010–2012           | 16.852 BRZ | Burmeister & Wain, Kopenhagen                      | 2013 ausgebrannt, 2014 Abbruch in Aliağa                                                         |
| Columbus                      | 1989 | 2017–2020           | 63.786 BRZ | Chantiers de l’Atlantique, Saint-Nazaire           | 2020 versteigert, 2021 Abbruch in Alang                                                          |
| Vasco da Gama                 | 1993 | 2019–2020           | 55.819 BRZ | Fincantieri – Cantieri Navali Italiani, Monfalcone | 2020 an Mystic Cruises versteigert                                                               |
| Amy Johnson Anm. 1            | 1991 | –                   | 70.285 BRZ | Fincantieri, Monfalcone                            |                                                                                                  |
| Ida Pfeiffer Anm. 1           | 1994 | –                   | 55.877 BRZ | Fincantieri, Monfalcone                            |                                                                                                  |
| Anm. 1 nie in Dienst gestellt |      |                     |            |                                                    |                                                                                                  |